# Nino Bule
Nino Bule (Čapljina, 19. ožujka 1976.) hrvatski je nogometni trener i bivši nogometaš. Trenutačno je pomoćni trener u zagrebačkom Dinamu kao član stožera Nenada Bjelice. Kao igrač igrao je na poziciji napadača.

## Klupska karijera
Nogometnu profesionalu karijeru, Nino je započeo u NK Zagrebu, da bi se nakon 5 sezona odlučio za odlazak u Japan u Gamba Osaku. Nakon dvije sezone u Japanu, Nino se odlučio na povratak u Hrvatsku, u splitski Hajduk. Nakon također dvije sezone udrađene u Splitu, Nino odlazi igrat u Austriju u kojoj mijenja tri kluba, SV Pasching, Austria Salzburg i Admiru Wacker. U ljeto 2006. se ponovno vraća u HNL ali ovaj put u Rijeku. 2008. prelazi u zaprešićki Inter gdje se kratko zadržava te odlazi u grčki Panserraikos u kojem je proveo jednu sezonu. Zadnji klub u karijeri mu je zagrebačka Lokomotiva u kojoj se zadržao dvije sezone.
Statistika u Hajduku
| Natjecanje        | Nastupi | Zgoditci |
| ----------------- | ------- | -------- |
| Prvenstvo         | 66      | 17       |
| Kup               | 8       | 1        |
| Superkup          | 1       | 0        |
| Međunarodne       | 8       | 1        |
| Splitski podsavez | 0       | 0        |
| Ukupno            | 83      | 19       |
| Prijateljske      | 26      | 10       |
| Sveukupno         | 109     | 29       |

## Reprezentativna karijera
Za mladu hrvatsku nogometnu reprezentaciju do 21 godine je nastupio četiri puta i postigao 2 pogotka dok je za seniorsku reprezentaciju Hrvatske nastupio tri puta ali bez postignutog pogotka.

## Trenerska karijera
Bio je pomoćnik Željku Sopiću u drugoj momčadi Dinama do siječnja 2017., a onda je preuzeo NK Novigrad.

## Vanjske poveznice
- Nino Bule na hnl-statistika.com